# Fotbal la Jocurile Olimpice de Vară din 2020 - turneul masculin
Turneul masculin de fotbal de la Jocurile Olimpice de vară din 2020 s-a desfășurat în perioada 22 iulie - 7 august 2021. Inițial, turneul urma să se desfășoare în perioada 23 iulie - 8 august 2020, dar Jocurile Olimpice de vară au fost amânate pentru anul următor din cauza pandemiei de COVID-19. Cu toate acestea, numele oficial al jocurilor a rămas Jocurile Olimpice de vară din 2020. A fost a 27-a ediție a turneului olimpic de fotbal masculin. Împreună cu competiția feminină, turneul de fotbal al Jocurilor Olimpice de vară din 2020 s-a desfășurat pe șase stadioane din șase orașe din Japonia. Finala a fost găzduită pe Stadionul Internațional din Yokohama. Au participat doar echipe U24: jucători născuți pe sau după 1 ianuarie 1997, fiecare echipă având voie să includă cel mult trei jucători ce au depășit vârsta de 24 de ani. Turneul masculin este restricționat în general jucătorilor U23, dar din cauza amânării Olimpiadei cu un an, FIFA a decis să mențină restricția pentru jucătorii născuți pe sau după 1 ianuarie 1997. În iunie 2020 FIFA a aprobat utilizarea sistemului VAR la Jocurile Olimpice.

## Stadioane
Turneul a avut loc pe șase stadioane din șase orașe din Japonia.
- Stadionul Kashima, Kashima
- Stadionul Miyagi, Rifu
- Stadionul Saitama 2002, Saitama
- Sapporo Dome, Sapporo
- Stadionul Ajinomoto, Chōfu
- Stadionul Internațional, Yokohama

Din cauza pandemiei de COVID-19, majoritatea meciurilor s-au jucat fără spectatori. Un număr mic de spectatori a fost permis pe Stadionul Miyagi.

## Formatul competiției
Competiție s-a desfășurat în 2 etape:
- Faza grupelor: Cele 16 echipe calificate au fost împărțite în 4 grupe a câte 4 echipe fiecare. S-a jucat după sistemul fiecare cu fiecare, primele două echipe din fiecare grupă calificându-se în faza eliminatorie.
- Faza eliminatorie: Cele 8 echipe calificate s-au calificat în faza eliminatorie unde s-au jucat sferturile de finală, semifinalele, meciul pentru medalia de bronz și meciul pentru medalia de aur.

## Faza grupelor
Echipele au fost împărțite în patru grupe formate din patru echipe, denumite grupele A, B, C și D. Echipele din fiecare grupă au jucat fiecare cu fiecare la finalul jocurilor stabilindu-se clasamentul în urma căruia primele două echipe s-au calificat în sferturile de finală, celelalte două fiind eliminate din competiție.

### Criterii de realizare a clasamentului
Clasamentul echipelor din etapa grupelor a fost determinat după cum urmează:
1. Puncte obținute în toate meciurile grupelor (trei puncte pentru o victorie, unul pentru meci egal, niciunul pentru înfrângere);
2. Diferența de goluri în toate meciurile de grupă;
3. Numărul de goluri marcate în toate meciurile de grupă;
4. Puncte obținute în meciurile directe;
5. Diferența de goluri în meciurile directe;
6. Numărul de goluri marcate în meciurile directe;
7. Puncte de fair-play în toate meciurile de grupă (o singură deducere ar putea fi aplicată unui jucător într-un singur meci):
  1. Cartonaș galben: -1 punct;
  2. Cartonaș roșu indirect (al doilea cartonaș galben): −3 puncte;
  3. Cartonaș roșu direct: −4 puncte;
  4. Cartonaș galben și cartonaș roșu direct: −5 puncte;
8. Tragerea la sorți.

### Grupa A
| Loc | Echipa        | MJ | V | E | Î | GM | GP | DG | Pct | Calificare                     |
| --- | ------------- | -- | - | - | - | -- | -- | -- | --- | ------------------------------ |
| 1   | Japonia (H)   | 3  | 3 | 0 | 0 | 7  | 1  | +6 | 9   | Avansează în Faza eliminatorie |
| 2   | Mexic         | 3  | 2 | 0 | 1 | 8  | 3  | +5 | 6   | Avansează în Faza eliminatorie |
| 3   | Franța        | 3  | 1 | 0 | 2 | 5  | 11 | −6 | 3   |                                |
| 4   | Africa de Sud | 3  | 0 | 0 | 3 | 3  | 8  | −5 | 0   |                                |

| Mexic                                                 | 4–1                          | Franța            |
| ----------------------------------------------------- | ---------------------------- | ----------------- |
| - Vega 47' - Córdova 55' - Antuna 80' - Aguirre 90+1' | Report (TOCOG) Raport (FIFA) | Gignac 69' (pen.) |

| Japonia  | 1–0                          | Africa de Sud |
| -------- | ---------------------------- | ------------- |
| Kubo 71' | Report (TOCOG) Raport (FIFA) |               |

| Franța                                         | 4–3                          | Africa de Sud                              |
| ---------------------------------------------- | ---------------------------- | ------------------------------------------ |
| - Gignac 57', 78', 86' (pen.) - Savanier 90+3' | Report (TOCOG) Raport (FIFA) | - Kodisang 53' - Makgopa 73' - Mokoena 82' |

| Japonia                     | 2–1                          | Mexic        |
| --------------------------- | ---------------------------- | ------------ |
| - Kubo 6' - Dōan 11' (pen.) | Report (TOCOG) Raport (FIFA) | Alvarado 85' |

| Franța | 0–4                          | Japonia                                            |
| ------ | ---------------------------- | -------------------------------------------------- |
|        | Report (TOCOG) Raport (FIFA) | - Kubo 27' - Sakai 34' - Miyoshi 70' - Maeda 90+1' |

| Africa de Sud | 0–3                          | Mexic                                |
| ------------- | ---------------------------- | ------------------------------------ |
|               | Report (TOCOG) Raport (FIFA) | - Vega 18' - Romo 45+1' - Martín 60' |

### Grupa B
| Loc | Echipa        | MJ | V | E | Î | GM | GP | DG | Pct | Calificare                     |
| --- | ------------- | -- | - | - | - | -- | -- | -- | --- | ------------------------------ |
| 1   | Coreea de Sud | 3  | 2 | 0 | 1 | 10 | 1  | +9 | 6   | Avansează în Faza eliminatorie |
| 2   | Noua Zeelandă | 3  | 1 | 1 | 1 | 3  | 3  | 0  | 4   | Avansează în Faza eliminatorie |
| 3   | România       | 3  | 1 | 1 | 1 | 1  | 4  | −3 | 4   |                                |
| 4   | Honduras      | 3  | 1 | 0 | 2 | 3  | 9  | −6 | 3   |                                |

| Noua Zeelandă | 1–0                          | Coreea de Sud |
| ------------- | ---------------------------- | ------------- |
| Wood 70'      | Raport (TOCOG) Raport (FIFA) |               |

| Honduras | 0–1                          | România            |
| -------- | ---------------------------- | ------------------ |
|          | Raport (TOCOG) Raport (FIFA) | Oliva 45+1' (o.g.) |

| Noua Zeelandă           | 2–3                          | Honduras                                    |
| ----------------------- | ---------------------------- | ------------------------------------------- |
| - Cacace 10' - Wood 49' | Raport (TOCOG) Raport (FIFA) | - Palma 45+1' - Obregón Jr. 78' - Rivas 87' |

| România | 0–4                          | Coreea de Sud                                                      |
| ------- | ---------------------------- | ------------------------------------------------------------------ |
|         | Raport (TOCOG) Raport (FIFA) | - Marin 27' (o.g.) - Um Won-sang 59' - Lee Kang-in 84' (pen.), 90' |

| România | 0–0                          | Noua Zeelandă |
| ------- | ---------------------------- | ------------- |
|         | Raport (TOCOG) Raport (FIFA) |               |

| Coreea de Sud                                                                                          | 6–0                          | Honduras |
| --- | ---------------------------- | -------- |
| - Hwang Ui-jo 12' (pen.), 45+5', 52' (pen.) - Won Du-jae 19' (pen.) - Kim Jin-ya 64' - Lee Kang-in 82' | Raport (TOCOG) Raport (FIFA) |          |

### Grupa C
| Loc | Echipa    | MJ | V | E | Î | GM | GP | DG | Pct | Calificare                     |
| --- | --------- | -- | - | - | - | -- | -- | -- | --- | ------------------------------ |
| 1   | Spania    | 3  | 1 | 2 | 0 | 2  | 1  | +1 | 5   | Avansează în Faza eliminatorie |
| 2   | Egipt     | 3  | 1 | 1 | 1 | 2  | 1  | +1 | 4   | Avansează în Faza eliminatorie |
| 3   | Argentina | 3  | 1 | 1 | 1 | 2  | 3  | −1 | 4   |                                |
| 4   | Australia | 3  | 1 | 0 | 2 | 2  | 3  | −1 | 3   |                                |

| Egipt | 0–0                          | Spania |
| ----- | ---------------------------- | ------ |
|       | Raport (TOCOG) Raport (FIFA) |        |

| Argentina | 0–2                          | Australia               |
| --------- | ---------------------------- | ----------------------- |
|           | Raport (TOCOG) Raport (FIFA) | - Wales 14' - Tilio 80' |

| Egipt | 0–1                          | Argentina  |
| ----- | ---------------------------- | ---------- |
|       | Raport (TOCOG) Raport (FIFA) | Medina 52' |

| Australia | 0–1                          | Spania          |
| --------- | ---------------------------- | --------------- |
|           | Raport (TOCOG) Raport (FIFA) | - Oyarzabal 81' |

| Australia | 0–2                          | Egipt                       |
| --------- | ---------------------------- | --------------------------- |
|           | Raport (TOCOG) Raport (FIFA) | - Rayyan 44' - A. Hamdy 85' |

| Spania       | 1–1                          | Argentina      |
| ------------ | ---------------------------- | -------------- |
| - Merino 66' | Raport (TOCOG) Raport (FIFA) | - Belmonte 87' |

### Grupa D
| Loc | Echipa           | MJ | V | E | Î | GM | GP | DG | Pct | Calificare                     |
| --- | ---------------- | -- | - | - | - | -- | -- | -- | --- | ------------------------------ |
| 1   | Brazilia         | 3  | 2 | 1 | 0 | 7  | 3  | +4 | 7   | Avansează în Faza eliminatorie |
| 2   | Coasta de Fildeș | 3  | 1 | 2 | 0 | 3  | 2  | +1 | 5   | Avansează în Faza eliminatorie |
| 3   | Germania         | 3  | 1 | 1 | 1 | 6  | 7  | −1 | 4   |                                |
| 4   | Arabia Saudită   | 3  | 0 | 0 | 3 | 4  | 8  | −4 | 0   |                                |

| Coasta de Fildeș                  | 2–1                          | Arabia Saudită   |
| --------------------------------- | ---------------------------- | ---------------- |
| - Al-Amri 39' (o.g.) - Kessié 66' | Raport (TOCOG) Raport (FIFA) | - Al-Dawsari 44' |

| Brazilia                                    | 4–2                          | Germania               |
| ------------------------------------------- | ---------------------------- | ---------------------- |
| - Richarlison 7', 22', 30' - Paulinho 90+5' | Report (TOCOG) Raport (FIFA) | - Amiri 57' - Ache 84' |

| Brazilia | 0–0                          | Coasta de Fildeș |
| -------- | ---------------------------- | ---------------- |
|          | Raport (TOCOG) Raport (FIFA) |                  |

| Arabia Saudită    | 2–3                          | Germania                              |
| ----------------- | ---------------------------- | ------------------------------------- |
| Al-Najei 30', 50' | Raport (TOCOG) Raport (FIFA) | - Amiri 11' - Ache 43' - Uduokhai 75' |

| Arabia Saudită | 1–3                          | Brazilia                             |
| -------------- | ---------------------------- | ------------------------------------ |
| - Al-Amri 27'  | Raport (TOCOG) Raport (FIFA) | - Cunha 14' - Richarlison 76', 90+3' |

| Germania    | 1–1                          | Coasta de Fildeș      |
| ----------- | ---------------------------- | --------------------- |
| - Löwen 73' | Raport (TOCOG) Raport (FIFA) | - Henrichs 69' (o.g.) |

## Faza eliminatorie
|  | Sferturi de finală  | Sferturi de finală |                     |       | Semifinale                     | Semifinale                     |  |  | Meciul pentru medalia de aur | Meciul pentru medalia de aur |
|  |                     |                    |                     |       |                                |                                |  |  |                              |                              |
|  | 31 iulie – Yokohama |                    |                     |       |                                |                                |  |  |                              |                              |
|  |                     |                    |                     |       |                                |                                |  |  |                              |                              |
|  | Coreea de Sud       | 3                  |                     |       |                                |                                |  |  |                              |                              |
|  | Coreea de Sud       | 3                  | 3 august – Kashima  |       |                                |                                |  |  |                              |                              |
|  | Mexic               | 6                  |                     |       |                                |                                |  |  |                              |                              |
|  | Mexic               | 6                  | Mexic               | 0 (1) |                                |                                |  |  |                              |                              |
|  | 31 iulie – Saitama  |                    | Mexic               | 0 (1) |                                |                                |  |  |                              |                              |
|  |                     | Brazilia (pen)     | 0 (4)               |       |                                |                                |  |  |                              |                              |
|  | Brazilia            | Brazilia (pen)     | 0 (4)               | 1     |                                |                                |  |  |                              |                              |
|  | Brazilia            |                    | 7 august – Yokohama | 1     |                                |                                |  |  |                              |                              |
|  | Egipt               | 0                  |                     |       |                                |                                |  |  |                              |                              |
|  | Egipt               | 0                  | Brazilia (prel)     | 2     |                                |                                |  |  |                              |                              |
|  | 31 iulie – Kashima  |                    | Brazilia (prel)     | 2     |                                |                                |  |  |                              |                              |
|  |                     | Spania             | 1                   |       |                                |                                |  |  |                              |                              |
|  | Japonia (pen)       | Spania             | 1                   | 0 (4) |                                |                                |  |  |                              |                              |
|  | Japonia (pen)       | 3 august – Saitama |                     | 0 (4) |                                |                                |  |  |                              |                              |
|  | Noua Zeelandă       | 0 (2)              |                     |       |                                |                                |  |  |                              |                              |
|  | Noua Zeelandă       | 0 (2)              | Japonia             | 0     |                                |                                |  |  |                              |                              |
|  | 31 iulie – Rifu     |                    | Japonia             | 0     |                                |                                |  |  |                              |                              |
|  |                     | Spania (prel)      | 1                   |       | Meciul pentru medalia de bronz | Meciul pentru medalia de bronz |  |  |                              |                              |
|  | Spania (prel)       | Spania (prel)      | 1                   | 5     | Meciul pentru medalia de bronz | Meciul pentru medalia de bronz |  |  |                              |                              |
|  | Spania (prel)       |                    | 6 august – Saitama  | 5     |                                |                                |  |  |                              |                              |
|  | Coasta de Fildeș    | 2                  |                     |       |                                |                                |  |  |                              |                              |
|  | Coasta de Fildeș    | 2                  | Mexic               | 3     |                                |                                |  |  |                              |                              |
|  |                     |                    |                     |       |                                |                                |  |  |                              |                              |
|  | Japonia             | 1                  |                     |       |                                |                                |  |  |                              |                              |
|  | Japonia             | 1                  |                     |       |                                |                                |  |  |                              |                              |

### Sferturi de finală
| Spania                                                      | 5–2 (d.p.)                   | Coasta de Fildeș            |
| ----------------------------------------------------------- | ---------------------------- | --------------------------- |
| - Olmo 30' - Mir 90+3', 117', 120+1' - Oyarzabal 98' (pen.) | Raport (TOCOG) Raport (FIFA) | - Bailly 10' - Gradel 90+1' |

| Japonia                               | 0–0 (d.p.)                   | Noua Zeelandă                      |
| ------------------------------------- | ---------------------------- | ---------------------------------- |
|                                       | Raport (TOCOG) Raport (FIFA) |                                    |
| - Ueda - Itakura - Nakayama - Yoshida | 4–2                          | - Wood - Cacace - Lewis - McCowatt |

| Brazilia    | 1–0                          | Egipt |
| ----------- | ---------------------------- | ----- |
| - Cunha 37' | Raport (TOCOG) Raport (FIFA) |       |

| Coreea de Sud                                  | 3–6                          | Mexic                                                                |
| ---------------------------------------------- | ---------------------------- | -------------------------------------------------------------------- |
| - Lee Dong-gyeong 20', 51' - Hwang Ui-jo 90+1' | Raport (TOCOG) Raport (FIFA) | - Martín 12', 54' - Romo 30' - Córdova 39' (pen.), 63' - Aguirre 84' |

### Semifinale
| Mexic                           | 0–0 (d.p.)                   | Brazilia                                   |
| ------------------------------- | ---------------------------- | ------------------------------------------ |
|                                 | Raport (TOCOG) Raport (FIFA) |                                            |
| - Aguirre - Vásquez - Rodríguez | 1–4                          | - Alves - Martinelli - Guimarães - Reinier |

| Japonia | 0–1 (d.p.)                   | Spania       |
| ------- | ---------------------------- | ------------ |
|         | Raport (TOCOG) Raport (FIFA) | Asensio 115' |

### Meciul pentru medalia de bronz
| Mexic                                         | 3–1                          | Japonia      |
| --------------------------------------------- | ---------------------------- | ------------ |
| - Córdova 13' (pen.) - Vásquez 22' - Vega 58' | Raport (TOCOG) Raport (FIFA) | - Mitoma 78' |

### Meciul pentru medalia de aur
| Brazilia                    | 2–1 (d.p.)                   | Spania          |
| --------------------------- | ---------------------------- | --------------- |
| - Cunha 45+2' - Malcom 108' | Raport (TOCOG) Raport (FIFA) | - Oyarzabal 61' |